# Huoguo

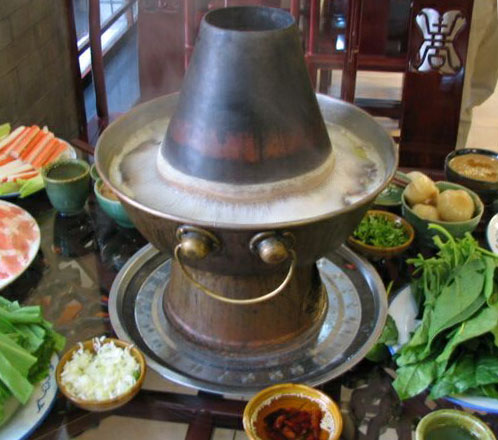
Huoguo

Huoguo (chiń. trad. 火鍋, chiń. upr. 火锅, pinyin huǒguō, dosł. ognisty kociołek, ang. hot pot) – tradycyjne naczynie kuchni chińskiej, służące do przyrządzania potraw bezpośrednio na stole.
Kociołek wykonany jest z miedzi lub mosiądzu. Na metalowej tacce, na podstawce z otworem, umocowana jest pękata miska z krótkim, zwężonym u góry kominkiem. W dolnym otworze kominka znajduje się ażurowa kratka pełniąca rolę rusztu. Od wewnątrz kociołek pokryty jest cyną.

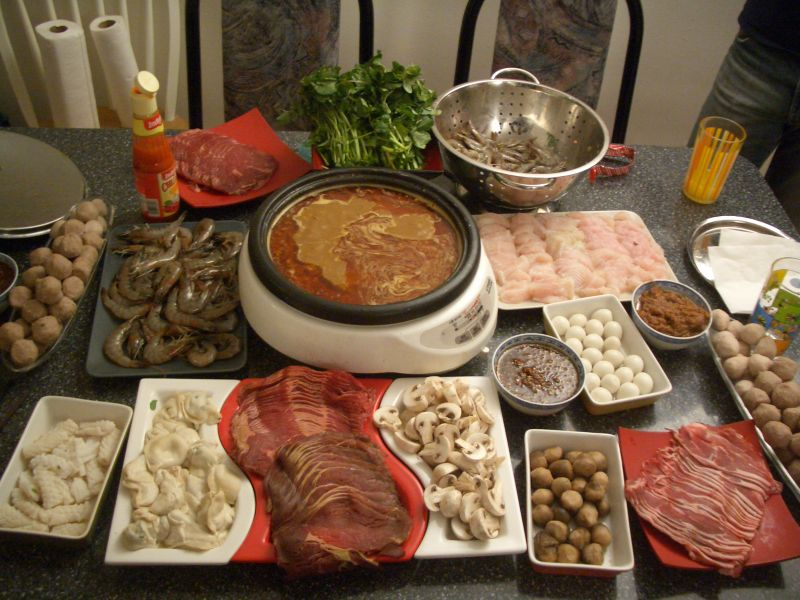
Współczesna, elektryczna wersja piecyka i dania przygotowane do przyrządzenia w nim

W małym palenisku na ruszcie umieszczane są kawałki rozżarzonego węgla drzewnego, do miski natomiast wlewa się gorący rosół. Kociołek stawia się wówczas na stole, gdzie znajdują się już talerze z przygotowanymi cienkimi plastrami mięsa, ryb, owoców morza i warzyw. Każdy z siedzących przy stole wedle własnego uznania używając pałeczek gotuje poszczególne produkty w znajdującym się w kociołku rosole, a następnie przyprawia i spożywa je z własnej miseczki z ryżem.
Huoguo wywodzi się z Mongolii i zostało upowszechnione w Chinach (zwłaszcza w ich północnych regionach) po najeździe Mandżurów w XVII wieku. Współcześnie spotykane są także nowoczesne huoguo, mniejsze i ogrzewane prądem elektrycznym.